# Eukariotska replikacija DNK
Replikacija DNK kod eukariota je znatno komplikovanija nego kod prokariota, mada postoji mnoštvo sličnih aspekata. Eukariotske ćelije mogu da iniciraju DNK replikaciju jedino u specifičnoj tački ćelijskog ciklusa, na početku S faze.
Replikacija DNK se kod eukariota javlja samo u S fazi ćelijskog ciklusa, a do preinicijacije dolazi u G1 fazi. Za preinicijaciju i aktivaciju su neohodna dva veoma različita intraćelijska konteksta da bi sledili jedan drugog u korektnom redosledu, i stoga postoji veoma mala verovatnoća da do replikacije dođe više od jednog puta tokom ćelijskog ciklusa.
Usled velike veličine eukariotskih hromozoma, oni sadrže više mesta početka replikacije. Neka od tih mesta su dobro poznata, kao što su autonomno replikujuće sekvence (ARS) kvasca, dok se druga eukariotska mesta početka, posebno kod životinja, mogu naći na rasponima od više hiljada baznih parova. 